# A Virgem Velada
A Virgem Velada é uma escultura em Mármore de Carrara talhada em Roma pelo escultor Italiano Giovanni Strazza (1815–1878), retratando o busto de Virgem Maria sob um véu. A data exata da conclusão da obra é desconhecida, sendo provavelmente do início da década de 1850.[carece de fontes?]
A escultura foi transportada para a Colônia de Terra Nova em 1856, conforme registrado em 4 de dezembro no diário do bispo John Thomas Mullock:
Recebida com segurança de Roma, uma bela estátua da Santíssima Virgem Maria, em mármore, de Strazza. O rosto está velado e é possível ver sua feição e suas características. É uma perfeita obra de arte.
A Virgem Velada foi então mantida no Palácio Episcopal, próximo à Catedral Católica Romana, em St. John's , até 1862, quando o Bispo Mullock a presenteou à Madre Maria Madalena O'Shaughnessy, Madre Superiora do Convento da Apresentação de Maria. O busto manteve-se, desde então, sob o cuidado das Irmãs da Apresentação, na Cathedral Square, em St. John's.
O nacionalismo italiano estava em ascensão em meados do século XIX. A Virgem Velada de Strazza é um notável exemplo do movimento de arte nacionalista italiano chamado Risorgimento.  A imagem da mulher velada pretendia simbolizar a Itália, assim como Britânia simbolizava a Grã-Bretanha, Hibernia simbolizava a Irlanda e a Estátua da Liberdade simbolizava os Estados Unidos.  Pietro Rossi e Raffaelle Monti foram os mais importantes contemporâneos italianos de Strazza, que também esculpiram mulheres veladas.